# Marica Vogelnik
Marica Vogelnik, slovenska pianistka in pedagoginja, * 11. december 1904/5?, Idrija, † 23. december 1976, Ljubljana.

## Življenjepis
Osnovno šolo je obiskovala na Dunaju med leti 1911 in 1916, nato pa je na Dunaju med leti 1916 in 1919 obiskovala še meščansko šolo. Leta 1919 se je družina preselila v Ljubljano, kjer je nadaljevala z učenjem klavirja, ki se ga je na Dunaju učila že od vstopa v osnovno šolo naprej. V šolskem leti 1920/21 se je vpisala na konservatorij pri Glasbeni matici. Iz klavirskega študija je diplomirala s samostojnim koncertom leta 1928. Po diplomi je neuspešno kandidirala za francosko štipendijo. Kljub neuspehu ni opustila klavirja in se je v Ljubljani dodatno izpopolnjevala. V sezoni 1923/24 je igrala v orkestru kina Glasbene matice, nato pa je v letih 1925 in 1926 zasebno poučevala klavir. Med leti 1929 in 1937 je bila honorarno zaposlena na državnem konservatoriju in Glasbeni matici, nato pa se je v letih 1938 in 1939 ponovno posvetila zasebnemu poučevanju klavirja. Leta 1940 je postala profesorica na Akadeniji za glasbo, to delo pa je opravljala do leta 1949, ko je poučevanje opustila in je postala samostojna umetnica. Upokojila se je leta 1957. 

## Nagrade
- Red zaslug za ljudstvo s srebrnimi žarki (1976)